# Juan Mena
Juan Mena Tormo (Torrente, Valencia, España, 8 de noviembre de 1924 — 1 de junio de 1984), fue un futbolista español. Jugaba como delantero y se desempeñó en el Valencia CF.

## Trayectoria
El 14 de diciembre de 1941, Mena marcó en su debut con el Valencia CF en la victoria por 7-3 sobre el Celta de Vigo, con 17 años y 36 días. Más tarde ganó Primera División de España 1941-42 con el Valencia, que fue su primer título de liga en su historia.
Jugó en el Valencia hasta 1947, donde ganó otros dos títulos de La Liga, antes de fichar por el Hércules durante dos temporadas. En 1949, regresó al Valencia, luego jugó dos temporadas en el Valencia Mestalla. Jugó por última vez en el Real Zaragoza en la temporada 1954-55.

## Clubes
| Club              | País   | Periodo   | PJ (G)  |
| ----------------- | ------ | --------- | ------- |
| Valencia C. F.    | España | 1941-1947 | 27 (7)  |
| Hércules          | España | 1947-1949 | 43 (22) |
| Valencia C. F.    | España | 1949-1952 | 17 (9)  |
| Valencia Mestalla | España | 1952-1954 | 20 (6)  |
| Real Zaragoza     | España | 1954-1955 | 7 (2)   |